# Albert Carlebach
Albert Carlebach (* 11. März 1872 in Heidelberg; † 10. April 1954 ebenda) war ein Buch- und Kunsthändler, Antiquar und Bibliophiler.
Im Jahr 1904 übernahm er das von seinem Vater Ernst Carlebach gegründete Buch- und Kunstantiquariat in Heidelberg. Er gab das Ladengeschäft jedoch auf und verlegte das Antiquariat in den ersten Stock des Hauses. Er versteigerte unter anderem die Bibliotheken von Kuno Fischer (1908) und Friedrich von Weech. 1930 bis 1933 erschienen fünf illustrierte Auktionskataloge mit Büchern und Graphik. 1932 erfolgte eine gemeinsame Auktion mit dem Kunsthaus Dr. Tannenbaum in Mannheim.
Im Jahr 1937 wurde das Antiquariat zwangsversteigert, Albert Carlebach selbst 1940 in das Lager Gurs deportiert. Als er 1948/49 nach Heidelberg zurückkehrte, wurde ihm das Haus zurückgegeben. Er veröffentlichte einige historische Abhandlungen. Nach seinem Tod 1954 erwarb das Kurpfälzische Museum der Stadt Heidelberg einen Teil seiner Sammlungen.

## Schriften
- Die Sage vom Mahl zu Heidelberg. In: Mannheimer Geschichtsblätter, Mannheimer Altertumsverein (Hrsg.) 5, 1904, S. 195–199.
- Joseph Engelmann, Buchdrucker und Verlagsbuchhändler in Heidelberg, "der Drucker der Heidelberger Romantik" 1807–1828. Heidelberg 1925.